# Phare de Monomoy Point
Le phare de Monomoy Point (en anglais : Monomoy Point Light) est un phare situé sur Monomoy Island (en) à Chatham, dans le comté de Barnstable (État du Massachusetts). Il a été désactivé en 1923 et se trouve dans le Monomoy National Wildlife Refuge (en), un National Wildlife Refuge créé en 1944.
Il est inscrit au Registre national des lieux historiques depuis le 1er novembre 1979 .

## Histoire
La station a été créée en 1823 sur l'île. La première lumière était une tour en bois avec une lanterne au-dessus de la maison du gardien. La tour actuelle, l'une des premières en fonte, a été construite en 1849.
Après l’ouverture du canal du cap Cod en 1914, la plupart des navires en partance du sud du Cap jusqu’à la région de Boston empruntaient la route la plus courte et la plus sûre pour passer par le canal. Il y eut donc beaucoup moins de circulation devant le phare et le feu a été désactivé en 1923.
La maison du gardien est préservée et sert aujourd'hui de maison d'hôtes. La Lighthouse Preservation Society, la Massachusetts Audubon Society (en) et les Friends of Monomoy soutiennent la préservation du phare et de la maison du gardien depuis son rachat en 1964. Le phare a été restauré à deux reprises, en 1960 et 1988. Le phare, construit sur la ligne de dune, se trouve maintenant à 800 m de l'océan, dans le Monomoy Wilderness (en). Il est situé près de l'extrémité sud de l'île South Monomoy, l'île ayant été coupée en deux par le blizzard de 1978.

## Description
Le phare  est une tour cylindrique en fonte, avec une galerie et une lanterne de 14 m de haut. La tour est peinte en rouge et la lanterne est noire.
Identifiant : ARLHS : USA-510 .
|                |
| Monomoy Island |

|          |
| Le phare |

### Lien connexe
- Liste des phares du Massachusetts